# Economische Faculteitsvereniging Rotterdam

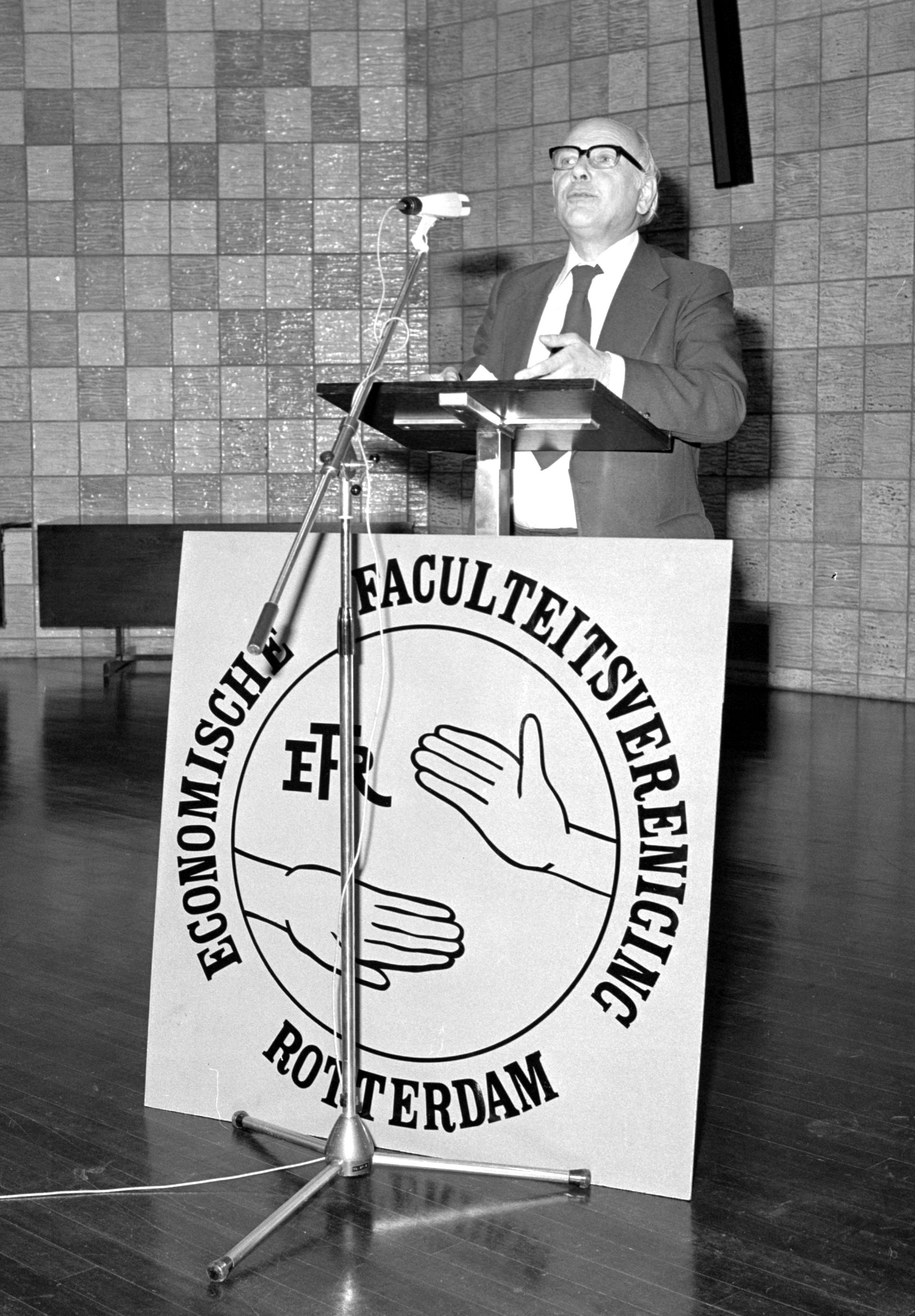
Joop den Uyl houdt een rede voor de Economische Faculteitsvereniging, 1975

De Economische Faculteitsvereniging Rotterdam (EFR) is een Nederlandse faculteitsvereniging van de Economische Faculteit van de Erasmus Universiteit Rotterdam.

## Doelstelling en activiteiten
De Economische Faculteitsvereniging Rotterdam stelt zich ten doel om voor de studenten de kloof tussen theorie en praktijk te overbruggen. Dit doet zij door het organiseren van een groot aantal activiteiten. Een van hun bekendste activiteiten is de EFR-Business Week, het grootste studentencongres van Nederland. Tevens organiseert de EFR in samenwerking met studievereniging STAR een van de grootste on-campus recruitment evenementen van Europa, de Erasmus Recruitment Days. In internationaal verband organiseert de EFR het Involve Consultancy project, een project waar in samenwerking met een NGO, met 20 studenten onderzoek wordt gedaan naar een jaarlijks wisselend onderwerp. De EFR communiceert voornamelijk met haar leden via social media en ledenmails. Verder organiseert de EFR een scala aan lezingen, fora, gastcolleges, workshops en trainingen.

## Geschiedenis
Op 14 maart 1925 werd de voorloper van de Economische Faculteitsvereniging Rotterdam (EFR), de Vereniging Voor Studentenbelangen (VVS), opgericht en vanaf dat moment behartigde de vereniging de belangen van de studenten van de voorloper van de Erasmus Universiteit Rotterdam, de Nederlandsche Handelshoogeschool. In de veertig jaren die daarop volgden heeft de VVS de studenten van de toenmalige Nederlandsche Handelshoogeschool en, vanaf september 1939, de Nederlandsche Economische Hoogeschool, vele uiteenlopende activiteiten georganiseerd. Vervolgens besloten de leden op de Algemene Ledenvergadering van 11 november 1964 dat de vereniging vanaf dat ogenblik de naam “Economische Faculteitsvereniging Rotterdam” zou dragen.
In 1969 ontstonden ook disputen. Deze verenigingen waren speciaal bedoeld voor de gevorderde studenten die zich met een bepaalde afstudeerrichting bezighielden. In het collegejaar 1977-1978 verscheen voor de eerste maal het “EFR-Bulletin”, een mededelingenblad dat na de colleges werd uitgedeeld. Men kreeg de smaak te pakken en zo zag in het collegejaar 1978-1979 de eerste “EFR-Courant” het licht. Dit blad kreeg een jaar later de naam Eclaire. Onder deze laatste naam groeide het tijdschrift uit tot een glossy-magazine en is onder deze naam nog steeds bekend en populair bij de studenten.
In het jaar 1980-1981 vond er een bijzonder evenement plaats: een themaweek met als onderwerp Amerika. Door het bestuur 1984-1985 werd deze themaweek omgedoopt in de EFR-Business Week, onder welke naam de week is uitgegroeid tot een fenomeen in de Nederlandse studentenwereld. Daarnaast is de week, met sprekers als Nobelprijswinnaar John Nash, PLO-President Yasser Arafat, Bondskanselier Gerhard Schröder, VN Secretaris-generaal Boutros Boutros-Ghali en IOC-President Jacques Rogge, uitgegroeid tot een toonaangevend evenement op de internationale agenda. De EFR heeft sinds 2001 een vereniging die zich inzet voor haar alumni, de EFR-Alumnivereniging.
Met rond de 7000 leden is de Economische Faculteitsvereniging Rotterdam een van de grotere faculteitsverenigingen van Nederland.

## Het EFR/EénVandaag lijsttrekkersdebat
De EFR heeft nationale bekendheid verkregen door het organiseren van landelijke politieke debatten in samenwerking met het actualiteitenprogramma EenVandaag. Deze samenwerking is in de aanloop naar de verkiezingen van 2002 tot stand gekomen en resulteerde in het eerste debat op 21 maart 2002. Het debat werd gehouden in de aula van de Erasmus Universiteit Rotterdam. Dankzij de deelname van Pim Fortuyn is dit debat wellicht het meest spraakmakende uit de reeks geweest. In 2014 was VVD'er Halbe Zijlstra uitgenodigd voor het debat maar koos ervoor weg te blijven, de liberale fractievoorzitter wilde niet in debat met Emile Roemer (SP) over het thema 'zorg'.
Overzicht van de debatten tot op heden:
| datum            | verkiezingen                    | deelnemers               | partij     |
| ---------------- | ------------------------------- | ------------------------ | ---------- |
| 21 maart 2002    | Tweede Kamerverkiezingen        | Jan Peter Balkenende     | CDA        |
|                  |                                 | Hans Dijkstal            | VVD        |
|                  |                                 | Pim Fortuyn              | LPF        |
|                  |                                 | Thom de Graaf            | D66        |
|                  |                                 | Ad Melkert               | PvdA       |
|                  |                                 | Paul Rosenmöller         | GroenLinks |
| 8 januari 2003   | Tweede Kamerverkiezingen        | Jan Peter Balkenende     | CDA        |
|                  |                                 | Wouter Bos               | PvdA       |
|                  |                                 | Femke Halsema            | GroenLinks |
|                  |                                 | Mat Herben               | LPF        |
|                  |                                 | Jan Marijnissen          | SP         |
|                  |                                 | Gerrit Zalm              | VVD        |
| 15 november 2006 | Tweede Kamerverkiezingen        | Jan Peter Balkenende     | CDA        |
|                  |                                 | Wouter Bos               | PvdA       |
|                  |                                 | Femke Halsema            | GroenLinks |
|                  |                                 | Jan Marijnissen          | SP         |
|                  |                                 | André Rouvoet            | CU         |
|                  |                                 | Mark Rutte               | VVD        |
| 1 maart 2010     | Gemeenteraadsverkiezingen       | Pieter van Geel          | CDA        |
|                  |                                 | Wouter Bos               | PvdA       |
|                  |                                 | Geert Wilders            | PVV        |
|                  |                                 | Agnes Kant               | SP         |
|                  |                                 | Alexander Pechtold       | D66        |
|                  |                                 | Mark Rutte               | VVD        |
| 7 juni 2010      | Tweede Kamerverkiezingen        | Jan Peter Balkenende     | CDA        |
|                  |                                 | Job Cohen                | PvdA       |
|                  |                                 | Geert Wilders            | PVV        |
|                  |                                 | Emile Roemer             | SP         |
|                  |                                 | Femke Halsema            | GroenLinks |
|                  |                                 | Mark Rutte               | VVD        |
| 28 februari 2011 | Eerste Kamerverkiezingen        | Elco Brinkman            | CDA        |
|                  |                                 | Job Cohen                | PvdA       |
|                  |                                 | Machiel de Graaf         | PVV        |
|                  |                                 | Emile Roemer             | SP         |
|                  |                                 | Alexander Pechtold       | D66        |
|                  |                                 | Loek Hermans             | VVD        |
| 6 september 2012 | Tweede Kamerverkiezingen        | Sybrand van Haersma Buma | CDA        |
|                  |                                 | Diederik Samsom          | PvdA       |
|                  |                                 | Alexander Pechtold       | D66        |
|                  |                                 | Emile Roemer             | SP         |
|                  |                                 | Geert Wilders            | PVV        |
|                  |                                 | Mark Rutte               | VVD        |
| 17 maart 2014    | Gemeenteraadsverkiezingen       | Sybrand Buma             | CDA        |
|                  |                                 | Diederik Samsom          | PvdA       |
|                  |                                 | Alexander Pechtold       | D66        |
|                  |                                 | Emile Roemer             | SP         |
|                  |                                 | Arie Slob                | CU         |
|                  |                                 | Halbe Zijlstra           | VVD        |
| 19 mei 2014      | Europese parlementsverkiezingen | Esther de Lange          | CDA        |
|                  |                                 | Paul Tang                | PvdA       |
|                  |                                 | Marcel de Graaff         | PVV        |
|                  |                                 | Dennis de Jong           | SP         |
|                  |                                 | Sophie in 't Veld        | D66        |
|                  |                                 | Hans van Baalen          | VVD        |
| 13 maart 2017    | Tweede Kamerverkiezingen        | Mark Rutte               | VVD        |
|                  |                                 | Geert Wilders            | PVV        |

## World Leader Cycle
Ook organiseert de EFR de zogeheten World Leader Cycles. Deze lezingen hebben als doel het brede publiek kennis te laten maken met verschillende wereldleiders. Enkele sprekers uit het verleden zijn:
- Michail Gorbatsjov, voormalig president van de USSR
- F.W. de Klerk, voormalig president van Zuid-Afrika en winnaar van de Nobelprijs voor de Vrede
- Helmut Kohl, voormalig Bondskanselier van Duitsland
- Jacques Santer, voormalig president van de Europese Commissie
- Gerry Adams, president Sinn Fein
- Shimon Peres, voormalig minister van Buitenlandse Zaken van Israël
- Benjamin Netanyahu, premier van Israël
- Gerhard Schröder, voormalig Bondskanselier van Duitsland
- Anders Fogh Rasmussen, secretaris-generaal van de NAVO
- Jakob Kellenberger, president Internationale Rode Kruis
- Ban Ki-moon, secretaris-generaal van de Verenigde Naties